# Juan Toro (Fußballspieler, 1930)
Juan Agustín Toro Ramírez (* 23. Juli 1930 in Santiago; † 13. Juni 2007 ebenda) war ein chilenischer Fußballspieler. Der Innenverteidiger absolvierte zwei Länderspiele für die Nationalmannschaft. 

## Karriere

### Verein
Juan Toro begann beim Club Estrella Blanca im Stadtviertel Yarur von Santiago mit seinen beiden Brüdern Eugenio und Humberto das Fußballspielen. 1952 debütierte der Abwehrspieler im professionellen Fußball, wechselte dann im Folgejahr zum CD Palestino. Bei den Arabes blieb er bis 1964 und feierte 1955 den ersten Meistertitel der Klubgeschichte. Nach seiner Zeit bei Palestino spielte Toro noch für Coquimbo Unido.

### Nationalmannschaft
Juan Toro debütierte für die Nationalmannschaft Chiles im September 1957 bei der 0:3-Niederlage in der Qualifikation zur Weltmeisterschaft 1958 gegen Bolivien. In der WM-Qualifikation absolvierte eine weitere Partie gegen Argentinien, jedoch konnte sich die La Roja nicht für das Endturnier in Schweden qualifizieren.

## Erfolge
Palestino
- Chilenischer Meister: 1955

## Persönliches
Juan Toro ist der Großvater des ehemaligen Fußballprofis Hugo Bravo, den er selbst mit groß zog, sowie des Nationalspielers Jorge Valdivia.